# Nassir Maachi
Nassir Maachi (Naarden, 9 september 1985) is Nederlandse voetballer die als aanvaller speelt.

## Carrière
De aanvaller is afkomstig van amateurclub HSV De Zuidvogels uit Huizen en kwam via de jeugd van FC Utrecht in het profvoetbal. Hij maakte zijn betaald voetbal debuut in oktober 2005 in de met 4-1 gewonnen thuiswedstrijd tegen RBC Roosendaal, waarin hij twee keer scoorde. Het seizoen daarop kwam hij weinig in actie, mede door een blessure. In juni 2008 meldt SC Cambuur Leeuwarden een 3-jarig contract te hebben gesloten met de aanvaller. De 2e helft van het seizoen 2010-2011 komt hij uit voor FC Zwolle in de eerste divisie. Doordat de speler en club niet uit een nieuw contract kwamen is hij na 2 seizoenen bij FC Zwolle te hebben gevoetbald transfervrij vertrokken naar het Cypriotische AEK Larnaca. Hij tekende een contract voor 2 seizoenen. In 2016 ging hij voor Nea Salamis Famagusta spelen en een jaar later naar het Griekse Apollon Smyrnis. In januari 2018 verliet hij de club en vervolgde zijn loopbaan bij Alki Oroklini. Eind augustus 2018 sloot Maachi aan bij VV DOVO dat uitkomt in de Derde divisie zaterdag. Eind 2018 vertrok hij daar weer om terug te keren naar Cyprus. In november 2019 keerde Maachi terug bij SV Huizen.

## Clubstatistieken
| Seizoen                     | Club             | Land        | Competitie             | Duels | Goals |
| --------------------------- | ---------------- | ----------- | ---------------------- | ----- | ----- |
| 2005/06                     | FC Utrecht       | Nederland   | Eredivisie             | 10    | 3     |
| 2006/07                     | FC Utrecht       | Nederland   | Eredivisie             | 2     | 0     |
| 2007/08                     | FC Dordrecht     | Nederland   | Eerste divisie         | 38    | 11    |
| 2008/09                     | SC Cambuur       | Nederland   | Eerste divisie         | 36    | 8     |
| 2009/10                     | SC Cambuur       | Nederland   | Eerste divisie         | 33    | 16    |
| 2010/11                     | SC Cambuur       | Nederland   | Eerste divisie         | 19    | 3     |
| 2010/11                     | → FC Zwolle      | Nederland   | Eerste divisie         | 9     | 0     |
| 2011/12                     | FC Zwolle        | Nederland   | Eerste divisie         | 33    | 18    |
| 2012/13                     | AEK Larnaca      | Cyprus      | A Divizion             | 26    | 11    |
| 2013/14                     | AEK Larnaca      | Cyprus      | A Divizion             | 17    | 2     |
| 2014/15                     | Flamurtari Vlorë | Albanië     | Kategoria Superiore    | ?     | ?     |
| 2014/15                     | Birkirkara FC    | Malta       | Premier League         | 9     | 2     |
| 2015/16                     | Paphos FC        | Cyprus      | A Divizion             | 31    | 11    |
| 2016/17                     | Nea Salamis      | Cyprus      | A Divizion             | 35    | 11    |
| 2017/18                     | Apollon Smyrnis  | Griekenland | Super League           | 10    | 0     |
| 2017/18                     | Alki Oroklini    | Cyprus      | A Divizion             | 10    | 0     |
| 2018/19                     | VV DOVO          | Nederland   | Derde Divisie Zaterdag | 11    | 2     |
| 2018/19                     | ASIL Lysi        | Cyprus      | B' Kategoria           | 13    | 1     |
| Totaal                      | Totaal           | Totaal      | Totaal                 | 341   | 100   |
| Bijgewerkt tot 29 juli 2019 |                  |             |                        |       |       |

## Erelijst
| Nationaal               |    |         |
| Kampioen Eerste Divisie | 1x | 2011/12 |
| Maltese FA Trophy       | 1x | 2015    |